# Four Tours World Championship
Het Four Tours World Championship was een golftoernooi waarbij vier teams, elk een PGA Tour vertegenwoordigend, tegen elkaar speelden. De teams bestonden uit zes spelers.
Het prijzengeld in 1991 was $ 80.000 voor ieder lid van het winnende team.

## Teams
| Jaar                                              | Baan                                     | Europese Tour                                                                               | Australaziatische Tour                                              | PGA Tour                                     |  |
| ------------------------------------------------- | ---------------------------------------- | ------------------------------------------------------------------------------------------- | ------------------------------------------------------------------- | -------------------------------------------- |  |
| 1984                                              |                                          | Howard Clark                                                                                |                                                                     |                                              |  |
| 1985                                              | Kapalua Resort Bay course Kapalua, Hawaï | Gordon Brand Jr. Howard Clark Sandy Lyle Sam Torrance Ian Woosnam Bernhard Langer (captain) | Wayne Grady                                                         |                                              |  |
| 1986                                              | Yomiuri Country Club Tokio, Japan        | Gordon J. Brand Howard Clark Nick Faldo Sandy Lyle Ian Woosnam Bernhard Langer (captain)    | Rodger Davis Masashi Ozaki                                          |                                              |  |
| 1987                                              | Yomiuri Country Club Tokio, Japan        | Nick Faldo Sandy Lyle José María Olazabal Ian Woosnam Bernhard Langer (captain)             | Rodger Davis Masashi Ozaki                                          |                                              |  |
| 1988                                              | Kapalua Resort Bay course Kapalua, Hawaï | Gordon Brand Jr. Mark James Mark Mouland Ronan Rafferty José Rivero Ian Woosnam             | Rodger Davis Masahiro Kuramoto Craig Parry Peter Senior             |                                              |  |
| Asahi Glass Four Tours World Championship of Golf |                                          |                                                                                             |                                                                     |                                              |  |
| 1989                                              | Yomiuri Country Club Tokio, Japan        | Gordon Brand Jr. Mark James José María Olazabal Ronan Rafferty Bernhard Langer (captain)    | Wayne Grady Greg Norman Masashi Ozaki Craig Parry Peter Senior      | Mark Calcavecchia Payne Stewart              |  |
| 1990                                              | Yomiuri Country Club Tokio, Japan        | Nick Faldo Mark James Bernhard Langer Ronan Rafferty Ian Woosnam                            | Rodger Davis Wayne Grady Masahiro Kuramoto Craig Parry Peter Senior | Mark Calcavecchia Fred Couples Payne Stewart |  |
| 1991                                              | Royal Adelaide Golf Club Adelaide        | Colin Montgomerie Ronan Rafferty Steven Richardson Sam Torrance (captain)                   | Rodger Davis Mike Harwood Craig Parry                               | Fred Couples Tom Purtzer Bob Tway            |  |